# Terguride
Template:Disclaimer medico
Il Terguride (INN, JAN), venduto con il nome commerciale di Teluron, è un antagonista del recettore della serotonina e un agonista del recettore della dopamina, appartenente alla famiglia delle ergoline. In Giappone è approvato e utilizzato come inibitore della prolattina nel trattamento dell'iperprolattinemia. Il terguride viene assunto per via orale.

## Farmacologia

### Farmacodinamica
Il terguride agisce come agonista del recettore della dopamina D2 e come antagonista dei recettori della serotonina 5-HT2A e 5-HT2B, tra le altre azioni.
Come antagonista del recettore 5-HT2B, il terguride non è associato alla valvulopatia cardiaca.[3]
| Sito | Affinità (Ki [nM]) | Efficacia (Emax [%]) | Azione              |
| --- | ------------------ | -------------------- | ------------------- |
| D1 | 28                 | ?                    | ?                   |
| D2S | 0.81               | 39                   | Agonista parziale   |
| D2L | 1.1                | 0                    | Antagonista silente |
| D3 | 1.0                | 36                   | Agonista parziale   |
| D4 | 8.1                | 0                    | Antagonista silente |
| D5 | 23                 | ?                    | ?                   |
| 5-HT1A | 3.5                | 71                   | Agonista parziale   |
| 5-HT1B | 257                | 37                   | Agonista parziale   |
| 5-HT1D | 16                 | 62                   | Agonista parziale   |
| 5-HT2A | 4.8                | 49                   | Agonista parziale   |
| 5-HT2B | 7.1                | 0                    | Antagonista silente |
| 5-HT2C | 48                 | 0                    | Antagonista silente |
| 5-HT7 | 8–42               | ?                    | ?                   |
| α1A | 3.5                | 0                    | Antagonista silente |
| α1B | 35                 | ?                    | ?                   |
| α1D | 3.9                | ?                    | ?                   |
| α2A | 0.30               | 0                    | Antagonista silente |
| α2B | 0.45               | 0                    | Antagonista silente |
| α2C | 0.76               | 0                    | Antagonista silente |
| α2D | 1.5                | ?                    | ?                   |
| β1 | 661                | ?                    | ?                   |
| β2 | 20                 | ?                    | ?                   |
| H1 | 339                | ?                    | ?                   |
| M1 | >10,000            | ?                    | ?                   |
| Note: Tutti i recettori sono umani, tranne l'α2D-adrenergico, che è si trova nei ratti (non esiste una controparte umana), e il 5-HT7, che è della Cavia porcellus. |                    |                      |                     |

## Ricerca
La serotonina stimola la proliferazione delle cellule muscolari lisce dell'arteria polmonare e induce la fibrosi nella parete delle arterie polmonari. Tutto ciò provoca il rimodellamento vascolare e il restringimento di queste ultime. Tali cambiamenti determinano un aumento della resistenza vascolare e dell'ipertensione polmonare arteriosa. Grazie alla potenziale attività antiproliferativa e antifibrotica del terguride, questo potenziale farmaco potrebbe offrire la speranza di invertire il rimodellamento vascolare dell'arteria polmonare e attenuare la progressione della malattia.
Nel maggio 2008, al terguride è stato riconosciuto lo status di farmaco orfano per il trattamento dell'ipertensione arteriosa polmonare. Nel maggio 2010, la Pfizer ha acquistato i diritti mondiali per il farmaco. Tuttavia, lo sviluppo è stato interrotto nel 2011.